# Serranía de Macuira
Serranía de Macuira – pasmo górskie w Kolumbii, na końcu półwyspu Guajira. Jego tereny obejmuje Park Narodowy Macuira. Znajduje się pomiędzy Sierra Nevada de Santa Marta, Kordylierą Wschodnią, a kolumbijską częścią And. Najwyższym szczytem pasma jest również Serranía de Macuira. Tereny te zamieszkują Indianie Guajiro.

## Najwyższe szczyty
- Serranía de Macuira (838 m n.p.m.[3])
- Cerro Palúa (730 m n.p.m.[4])
- Cerro Aceite (659 m n.p.m.[5])
- Cerro (623 m n.p.m.[6])
- Cerro Kowas (356 m n.p.m.[7])
- Cerro Blanco (315 m n.p.m.[8])
- Cerro Kuritpa (221 m n.p.m.[9])